# تيتسويا شيباتا
تيتسويا شيباتا (باليابانية: 柴田徹也) (بالإنجليزية: Tetsuya Shibata)‏، من مواليد 24 أكتوبر 1974، هو ملحن ياباني، واشتهر بتأليف الموسيقى لأهم ألعاب الفيديو مثل رزدنت إيفل أوت بريك وسلاسل ديفل ماي كراي وريزدنت إيفل 5.